# Беспута
Беспута — река в Тульской и Московской областях России, правый приток Оки. Верхнее и среднее течение находятся в Тульской области, и лишь последние 7 км река протекает по границе с Московской областью.
Длина — 70 км (по другим данным — 75 км), площадь водосборного бассейна — 1 тыс. км². Равнинного типа. Питание преимущественно снеговое. Замерзает в середине ноября, вскрывается в середине апреля:7—8. Густо заселённая и полностью распаханная, практически безлесная долина Беспуты туристского значения не имеет, хотя обрывистые берега и глубоко врезанная долина своеобразны. В половодье Беспута проходима на байдарках почти от верховьев, куда нетрудно добраться от города Ясногорска в Тульской области.

## Притоки
(расстояние от устья)
- 11 км: река Восьма (лв)
- 28 км: река Апрань (Опрань) (пр)
- 50 км: река Беспута (пр)
- 51 км: река Беспута (пр)
- 54 км: река Беспута (лв)